# Poa macrantha
Poa macrantha là một loài cỏ trong họ hòa thảo, thuộc chi poa.